# 5163 Vollmayr-Lee
5163 Vollmayr-Lee este un asteroid din centura principală de asteroizi.

## Descriere
5163 Vollmayr-Lee este un asteroid din centura principală de asteroizi. A fost descoperit pe 9 octombrie 1983 la Stația Anderson Mesa de Joe Wagner. Asteroidul prezintă o orbită caracterizată de o semiaxă mare de 2,47 ua, o excentricitate de 0,20 și o înclinație de 7,5° în raport cu ecliptica.